# GEMA-freie Musik

Logo GEMA-frei

GEMA-freie Musik ist die Bezeichnung für Werke der Musik, deren Urheberrechte nicht durch eine Verwertungsgesellschaft bzw. in Deutschland nicht durch die GEMA (Gesellschaft für musikalische Aufführungs- und mechanische Vervielfältigungsrechte) wahrgenommen bzw. eingeräumt werden dürfen.
Denn gemäß Verwertungsgesellschaftengesetz (VGG) wird vorgeschrieben, dass Außenstehende in Bezug auf eine kollektive Rechtseinräumung, im Verhältnis zur Verwertungsgesellschaft, die gleichen Rechte und Pflichten wie bei einer Wahrnehmung auf vertraglicher Grundlage haben, solange sie dieser erweiterten Wirkung nicht vorab widersprochen haben sollten (§ 51 VGG).
Somit ist Musik in Deutschland nicht bereits deshalb GEMA-frei, weil kein vertragliches Wahrnehmungsverhältnis bzw. kein Berechtigungsvertrag mit den Urhebern besteht, sondern gemäß gesetzlicher Vorschrift erst dann, wenn deren Urheber darüber hinaus auch den gesetzlich vorgeschriebenen Widerspruch eingelegt haben sollten.
Veranstalter GEMA-freier Musik können sich vor ihren Musiknutzungen bei der GEMA informieren, ob bestimmte Nutzungsrechte der Werke außenstehender Urheber tatsächlich eingeräumt werden dürfen oder ob sie aufgrund bestehenden Widerspruches GEMA-frei sind. Die GEMA ist gesetzlich verpflichtet, diese Information unverzüglich und elektronisch zu erteilen (§ 55 VGG).
Die GEMA wiederum kann sich bei Veranstaltern nachher über die genutzten Werke außenstehender Urheber informieren, um Gewissheit über deren GEMA-Freiheit bzw. den Bestand der eigenen Sachbefugnis erlangen zu können. Die Rechtsgrundlage hierfür ergibt sich allerdings nicht aus dem Gesetz, sondern aus der ständigen Rechtsprechung des Bundesgerichtshofes, nämlich der sogenannten GEMA-Vermutung. Soweit die Nutzungsrechte der benutzten Musikwerke dann nicht durch überprüfbare Angabe der Identität des Urhebers als GEMA-frei nachgewiesen werden, kann die GEMA Schadenersatz auf bloßer Vermutungsbasis geltend machen.
Weil GEMA-freie Musik dem uneingeschränkten Urheberrecht der entsprechenden Rechteinhaber, also Komponisten und Textdichtern sowie ggf. Verleger unterliegt, darf sie nicht mit urheberrechtlich freier oder urheberrechtlich ungeschützter Musik gleichgesetzt werden. Um im Rechtsverkehr Verwechselungen mit gemeinfreier Musik auszuschließen, hat der Gesetzgeber als Begriffsbestimmung vorgeschrieben, dass ein Rechtsinhaber, der im Hinblick auf die betreffende Nutzung nicht in einem vertraglichen Wahrnehmungsverhältnis zu einer Verwertungsgesellschaft steht, als Außenstehender bezeichnet wird (§ 7a VGG).

## Geschichte
Beim deutschen Bundestag gingen in den 14 Jahren von 1998 bis 2012 etwa 1863 Anti-GEMA-Petitionen ein. Seit Einführung des VGG am 1. Juni 2016 kann die GEMA jedoch nicht mehr selbst als Rechtsinhaber der durch sie vermeintlich oder vermutlich vertretenen Musik in Erscheinung treten (vergl. § 5 VGG). 
Im Zuge wirtschaftlicher Auswirkungen der COVID-19-Pandemie wurde die GEMA aufgrund der starren Regelungen des Verwertungsgesellschaftengesetzes (VGG) mit der Gefahr eines unvorhersehbaren Totalausfalls von Lizenzvergaben konfrontiert, während die lizenzfreie Nutzung der Musik außenstehender, also GEMA-freier Urheber, vor allem über das Internet, immer mehr an Popularität gewann. Der Gesetzgeber hat daraufhin durch Verabschiedung des Gesetzes zur Anpassung des Urheberrechts an die Erfordernisse des digitalen Binnenmarktes (UrhBiMaG) ab dem 7. Juni 2021, insoweit der Forderung nach einer für die GEMA zweckdienlicheren Anpassung des VGG nachgegeben, sodass sich gemäß des neuen §51, die rechtseinräumende Wirkung von Nutzungsverträgen der Verwertungsgesellschaften, auch auf die Werke außenstehender Urheber erweitern kann, solange diese keinen offiziellen Widerspruch dagegen eingelegt haben. 
Die GEMA kann seitdem direkte Lizenzansprüche über GEMA-freie Musik erheben. Veranstaltungen GEMA-freier Musik, deren Urheber noch keinen Widerspruch eingelegt haben, sind somit GEMA-lizenzpflichtig.
Dadurch ist es der GEMA im Jahre 2022 gelungen, entgegen der pandemiebedingt allgemein eingebrochenen Entwicklung des Marktes einen Rekordumsatz bei Lizenzeinnahmen für Musiknutzungen vor allem im Onlinebereich zu erwirtschaften. Aufgrund absurd erscheinender Vergütungsansprüche für Musikdarbietungen auf Weihnachtsmarkt-Veranstaltungen geriet die GEMA auch 2023 in die Schlagzeilen, weil sie im Rahmen ihrer nun auf außenstehende Urheberrechte pauschal erweiterten Gleichbehandlung nicht mehr die tatsächlich dargebotene Musik als Berechnungsgrundlage berücksichtigen musste, sondern ungeachtet dessen die Veranstaltungsfläche als Maßgabe für Lizenzgebühren pauschal in Rechnung gestellt hat.

## Rechtliche Voraussetzungen für GEMA-Lizenzpflicht
Die GEMA-Lizenzpflicht von Musik ist grundsätzlich davon abhängig,
- zu welchem Zweck eine Musiknutzung vorgenommen wird,
- ob die benutzten Musikwerke unter urheberrechtlichem Schutz stehen,
- ob die Art der Nutzung eine gesetzliche Vergütungspflicht bewirkt,
- ob die Nutzung den Bestand des durch die GEMA wahrgenommenen Musikrepertoires betrifft,
- ob der ggf. außenstehende Urheber der Rechtseinräumung über seine Werke vorschriftsmäßig gegenüber der GEMA widersprochen hat

Nutzungszweck
Für nicht öffentliche Privatnutzungen von Musik werden keine extra GEMA-Lizenzgebühren erhoben, egal welche Werke dabei benutzt werden. Ein Verbraucher bezweckt nämlich im Gegensatz zum Unternehmer nur die Befriedigung seiner privaten Bedürfnisse, die von lizenzrechtlichen Vergütungsansprüchen grundsätzlich nicht betroffen sind (vgl. § 53 UrhG).
Jedoch können auch an die Öffentlichkeit gerichtete Nutzungshandlungen von GEMA-Lizenzgebühren befreit sein, nämlich wenn bestimmte Zwecke damit verfolgt werden (Veranstaltungen der Jugendhilfe, der Sozialhilfe, der Alten- und Wohlfahrtspflege, der Gefangenenbetreuung sowie Schulveranstaltungen, § 52 UrhG) und sie darüber hinaus auch keinem Erwerbszweck dienen.
Gemeinfreiheit
Weiterhin ist die unternehmerische Nutzung von Musik grundsätzlich lizenzfrei, die der Gemeinfreiheit unterliegt, also deren Komponist bzw. Liedtexter bereits länger als 70 Jahre tot bzw. deren urheberrechtlicher Schutz gemäß § 64 UrhG erloschen ist. Sämtliche gemeinfreien Musikwerke sind somit auch bei öffentlicher und gewerblicher Nutzung GEMA-frei. Allerdings ist die Nutzung der Bearbeitung eines gemeinfreien Werkes GEMA-lizenzpflichtig, wenn die Bearbeitung nach dem Urheberrecht wesentlich, also schutzfähig ist und die Verwertungsrechte des Bearbeiters von der GEMA wahrgenommen werden.
Nutzungsarten mit gesetzlich bestimmter Vergütungspflicht
Bestimmte Arten gewerblicher Musiknutzungen sind grundsätzlich nicht GEMA-frei, da gesetzliche Vergütungsansprüche nach dem Urheberrechtsgesetz zu erfüllen sind:
- Wer Vervielfältigungsstücke von Musik öffentlich zur Vermietung anbietet, muss eine angemessene Vergütung dafür bezahlen, die nur durch eine Verwertungsgesellschaft bzw. die GEMA geltend gemacht werden kann (vergl. § 27 UrhG).
- Hersteller von Geräten, die zur Vervielfältigung von Musik geeignet sind (z. B. CD-Rohlinge, SD-Speicherkarten, USB-Sticks, Mp3-Player, Festplatten), müssen pauschale Abgaben an die GEMA entrichten, ungeachtet ob und welche Musikwerke durch diese Geräte später überhaupt betroffen sein werden (vergl. § 54h UrhG).
- Bei Kabelweitersendung (also z. B. Ausstrahlung im Fernsehen) ist die GEMA selbst dann als zur Gebührenerhebung berechtigt, wenn die gesendete Musik nicht zu deren Repertoirebestand gehört (vergl. § 50 VGG).

Also ungeachtet ob die Musik überhaupt zum Musikrepertoire der GEMA gehört, fallen für derartige Nutzungsarten Lizenzgebühren gegenüber der GEMA an.
Nutzungsarten ohne gesetzliche Vergütungspflicht
Für Musiknutzungen ohne gesetzliche Vergütungspflicht (Aufführung, Abspielung, Vervielfältigung und Verbreitung von Vervielfältigungsstücken, auch online) besteht GEMA-Lizenzpflicht, wenn die Werke noch urheberrechtlich geschützt sind und darüber hinaus auch zum Bestand des GEMA-Repertoires gehören, also deren Urheber die Wahrnehmung ihrer Musikurheberrechte nach dem Verwertungsgesellschaftengesetz verlangt haben.
Besteht für die Musikurheber jedoch kein Berechtigungsverhältnis zu einer Verwertungsgesellschaft, kann deren urheberrechtlich geschützte Musik GEMA-frei benutzt werden, weil die GEMA über somit außenstehende Urheberrechte keine Sachbefugnis hat. Die Urheber können ihre Werke also völlig unabhängig von der GEMA selbst nutzen, für jeden beliebigen Nutzungszweck zur Verfügung stellen und selbstbestimmt eigene Vergütungen dafür verlangen. Sie können ihre Musik aber auch ganz oder teilweise als freie Musik zur kostenlosen Nutzung veröffentlichen, z. B. als CC-Musik unter Creative-Commons-Lizenz. Für gewerbliche Musiknutzungen sind dann zwar die jeweiligen Lizenzbestimmungen der Verwertungseinrichtung maßgeblich, jedoch völlig GEMA-frei.
Denn seit Einführung des VGG mit dem 1. Juni 2016 kann die GEMA nicht mehr selbst als Rechtsinhaber von Musik in Erscheinung treten (vergl. § 5 VGG), wodurch deren Rechtsfähigkeit nur noch auf die konkrete Vertretung der ihr angeschlossenen Berechtigten und Mitglieder begrenzt wurde. Ebenso können Musikrechtsinhaber bzw. Urheber nach dem neuen Gesetz nun auch unabhängige Verwertungseinrichtungen mit der Wahrnehmung ihrer Werke betrauen (vgl. § 1 und § 4 VGG), wodurch die bisherige Monopolstellung der GEMA als allein zur Wahrnehmung von Musik berechtigte Gesellschaft aufgehoben wurde.
Auskunfts- und Nachweispflichten
Musiknutzungen ohne gesetzliche Vergütungspflicht, die nicht den Bestand des durch die GEMA wahrgenommenen Musikrepertoires betreffen, sind unter bestimmten Umständen nicht GEMA-frei, nämlich wenn bestimmte Mitteilungs- und Nachweispflichten nicht erfüllt werden:
- Über Musiknutzungen, für die von der GEMA bereits pauschale Nutzungsrechte eingeräumt wurden, müssen bestimmte Auskünfte über die benutzten Musikwerke erteilt werden (vergl. § 41 VGG). Soweit nicht zweifelsfrei durch Urhebernamen und Musiktitel nachgewiesen wird, dass die Musik nicht zum GEMA-Repertoire gehört oder bereits gemeinfrei ist, wird gesetzlich vermutet, dass die Verwertungsgesellschaft zur Wahrnehmung berechtigt ist (vergl. § 48 VGG), wodurch die Musiknutzung dann nicht GEMA-frei ist.
- Über bestimmte Arten von Musik verfügt die GEMA aufgrund umfassender Gegenseitigkeitsverträge mit in- und ausländischen Verwertungsgesellschaften über eine Monopolstellung bei der Wahrnehmung der musikalischen Verwertungsrechte. Soweit bei Nutzungen der maßgeblichen Musikarten nicht zweifelsfrei durch Urhebernamen und Musiktitel nachgewiesen werden kann, dass derartige Gegenseitigkeitsverträge mit der GEMA nicht bestehen bzw. dass die Musik trotz bestehender Verträge ggf. bereits gemeinfrei ist, kann die Tatsache unterstellt bzw. vermutet werden, dass die GEMA zur Wahrnehmung berechtigt ist, also die Musiknutzung auch nicht GEMA-frei sein kann (siehe GEMA-Vermutung).

 Sonderfälle 
Komponisten und Textdichter können die Verwertungsrechte ihrer musikalischen Werke über Berechtigungsverträge durch Verwertungsgesellschaften wahrnehmen lassen, sodass in Deutschland die GEMA Lizenzgebühren für deren Nutzung (Tantiemen) erheben kann, ähnlich einem Inkasso-Unternehmen. Dies betrifft die Rechte zur Wiedergabe bzw. Aufführung und mechanischen Vervielfältigung. Die Wahrnehmung zur Geltendmachung von Tantiemen für die Nutzung des Filmherstellungsrechts (auch Synchronisationsrecht oder Werkverbindungsrecht genannt) kann auch der GEMA übertragen werden. Die Urheber können jedoch dieses Recht auch selbständig wahrnehmen und mit den Nutzern verhandeln. Wahrnehmungsverträge sind personenbezogen geschlossen, hiernach ist die GEMA für alle Werke des jeweiligen Komponisten berechtigt, Tantiemen einzuziehen (ausgenommen hiervon ist die Wahrnehmung für das sogenannte „große Recht“ – siehe im Wahrnehmungsvertrag).

## Kommerzielle GEMA-freie Musik
Wer in öffentlichen Betriebsstätten, wie z. B. Geschäften, Restaurants, Hotels, Fitness-Studios, Arztpraxen, Sportstadien usw., Musik spielen lassen will oder Medien mit Musik untermalen möchte, um diese öffentlich zu präsentieren oder gewerblich zu nutzen, ohne GEMA-Gebühren entrichten zu müssen, kann sogenannte GEMA-freie Musik von Komponisten einsetzen, die keinen Wahrnehmungsvertrag mit einer Verwertungsgesellschaft wie etwa der GEMA geschlossen haben. Die Einräumung der Nutzungsrechte erfolgt dann direkt durch den Komponisten und sind nach Art und Umfang frei verhandelbar. Der Komponist nimmt demnach seine Rechte eigenverantwortlich selbst wahr. Dabei kann jedoch für beide Parteien § 32 Abs. 1 UrhG rechtlich nicht ausgeschlossen werden, wonach der Urheber oder seine Rechtsnachfolger (Erben) einen Anspruch auf angemessene Vergütung geltend machen kann – auch Jahre nach der Rechteeinräumung, es sei denn, er hat die Rechte unentgeltlich eingeräumt. Diese gesetzliche Vorgabe hindert in der Regel Urheber von GEMA-freier Musik, die Rechte zur Nutzung eines Werkes unumgänglich einem Nutzer einzuräumen. So würde ein Vertrag, der es erlaubt, mit einem lizenzierten GEMA-freien Musiktitel eine unbegrenzte Anzahl an Kopien (DVDs, CDs, USB-Sticks) herzustellen und diese zu verkaufen (z. B. bei Computerspielen oder Musik-CDs), § 32 Abs. 1 UrhG zuwiderlaufen. In einem ähnlichen Fall, bei dem es um Übersetzerhonorare ging, entschied der Bundesgerichtshof, dass eine angemessene Beteiligung tunlich ist, mithin ein Anspruch auf angemessene Vergütung in Form einer prozentualen Beteiligung am Erlös besteht.
Es gibt kommerzielle Anbieter von Produktionsmusik, die hierfür GEMA-freie Musik anbieten. Diese verlagsähnlichen Unternehmen räumen den Kunden (Nutzern) in der Regel ein einfaches Recht ein, das zur öffentlichen und gewerblichen Nutzung eines fertig produzierten Musiktitels berechtigt. Ob für die Nutzung des produzierten Titels auch die GVL-Rechte geklärt sind, sollte der Nutzer sich von den Anbietern von GEMA-freier Musik unbedingt bestätigen lassen. Das größte Angebot sind Instrumentaltitel aus den Bereichen: Dance, Pop, Entspannungs- und Filmmusik. GEMA-freie Gesangsaufnahmen findet man in der Regel nicht. GEMA-freie Musik darf nicht mit Royalty Free Music verwechselt werden. Royalty free können auch Werke eines Komponisten sein, der Mitglied einer Verwertungsgesellschaft ist. Royalty free bedeutet, dass die Verlagsrechte (Filmherstellungsrecht) und vor allem die Leistungsschutzrechte an den fertigen Produktionen bereits geklärt sind. Sind diese Werke jedoch bei einer Verwertungsgesellschaft registriert, müssen für diese Titel auch GEMA-Gebühren gezahlt werden.

## GEMA-freigestellte Musik von GEMA-Mitgliedern
Jeder Komponist bzw. Verleger, der Mitglied in der GEMA ist, hat zudem die Möglichkeit, die GEMA von der Wahrnehmungsverpflichtung angemeldeter Werke freizustellen, sofern es sich bei der geplanten Verwertung um eine audiovisuelle Produktion handelt, die keine Fernseheigen- oder -auftragsproduktion ist. Gleichzeitig erklärt der Urheber bzw. Verleger, die Herstellungsrechte in eigenem Namen gegenüber dem Produzenten des audiovisuellen Werkes wahrzunehmen. Durch diese Ausnahmeregelung ist es GEMA-Mitgliedern möglich, für Kunden des Filmmarktes Musik herzustellen, die einen der GEMA-freien Musik vergleichbaren Status besitzt. Der Urheber bzw. Verleger ist nach wie vor verpflichtet, sein Originalwerk sowie das audiovisuelle Werk bei der GEMA anzumelden. Die Tantiemen, die üblicherweise durch die GEMA vom Verwerter eingetrieben und an das Mitglied ausgeschüttet werden, sind in diesem Fall jedoch Gegenstand direkter Verhandlungen zwischen Urheber und Verwerter. Dabei ist jedoch zu beachten, dass alle sonstigen Rechte – wie insbesondere das Recht der mechanischen Vervielfältigung und das Aufführungsrecht – bei der GEMA verbleiben.

## Vervielfältigung und Ton- bzw. Bildtonträger-Pressung
Presswerke schließen üblicherweise einen Vertrag mit der GEMA, nach dem sie die Pressung von Medien, bei denen allein oder unter anderem Musikwerke vervielfältigt werden, davon abhängig machen, dass der Auftraggeber die Herstellung bei der GEMA meldet. Sofern der Auftraggeber im sogenannten GEMA-Meldebogen nachweist, dass auf dem Ton- oder Bildtonträger lediglich GEMA-freie Werke vervielfältigt werden, ist er von der Zahlung von GEMA-Gebühren befreit.

## Gesetzliche Vermutung
Für Auskunfts- oder Vergütungsansprüche über bestimmte Arten von Musiknutzungen wird nach dem deutschen Urheberrecht gesetzlich vorgeschrieben, dass diese nur durch eine Verwertungsgesellschaft geltend gemacht werden können (§§ 20b, 26, 27, 45a, 49, 52a, 52b, 54h, 63a, 78, 79a und 137l UrhG). Kommt ein für diese speziellen Fälle maßgeblicher Nutzer seinen Pflichten nicht oder nicht ausreichend nach, ist für den Streitfall gesetzlich vorgeschrieben, dass die Sachbefugnis der Verwertungsgesellschaft vermutet wird (vergl. § 48 und § 49 VGG). In diesen Fällen kann die GEMA also lizenzrechtliche Ansprüche geltend machen, auch ohne dies selbst durch entsprechende Belege nachweisen zu müssen (Beweislastumkehr).
Soweit durch Vertrag oder Rechtsverletzung die Wahrnehmungsrechte der GEMA betroffen sind, gelten gesetzlich vorgeschriebene Auskunftsansprüche auch für sonstige Arten von Musiknutzungen. Denn weil die GEMA gesetzlich dazu verpflichtet ist, jedem, der es von ihr verlangt, Nutzungsrechte für die von ihr kollektiv wahrgenommenen Musikwerke (GEMA-Repertoire) einzuräumen (§ 34 Abs. 1 VGG), kann sie von jedem, der zuvor eine Nutzungserlaubnis eingeholt hat (§ 42 Abs. 1 VGG), auch bestimmte, gesetzliche Auskunftspflichten darüber einfordern (§ 41 Abs. 1 VGG). Musiknutzer, die zuvor wiederum keine entsprechende Nutzungserlaubnis eingeholt haben, sind trotzdem zu vergleichbaren Auskünften darüber gesetzlich verpflichtet, soweit die GEMA die Nutzungsrechte an diesen Werken wahrnimmt (§ 42 Abs. 2 VGG). Wenn also Auskunftsansprüche ausschließlich das GEMA-Repertoire betreffen, können diese entsprechend auch nur von der GEMA geltend gemacht werden, sodass die gesetzlich vorgeschriebene Vermutung (§ 48 VGG) auch für diese Fälle maßgeblich ist. Die GEMA muss also im Streitfall ihre Sachbefugnis nicht extra nachweisen, um lizenzrechtliche Ansprüche durchsetzen zu können.
Ein Nichtbestand von Auskunftspflichten ist wiederum für Musikaufführungen gesetzlich vorgeschrieben, auf denen in der Regel nicht geschützte, also gemeinfreie Werke der Musik benutzt werden (§ 42 Abs. 2 VGG). Bei Nutzungen von urheberrechtlich geschützten Werken der Musik, die nicht dem Bestand von Verwertungsgesellschaften (GEMA-Repertoire) angehören, hat allerdings der Urheber bzw. der Rechtsinhaber einen gesetzlichen Anspruch auf Auskunft.
Musiknutzungen, die gesetzlich nicht nur von einer Verwertungsgesellschaft wahrgenommen werden können und die das GEMA-Repertoire auch nicht betreffen, bewirken gegenüber der GEMA jedenfalls keine gesetzlichen Auskunfts- oder Vergütungspflichten, also auch keine gesetzliche Beweislastumkehr. Auskunftsansprüche über derartige Werke unterliegen nur den Selbstbestimmungsrechten der Urheber und dürfen selbst von der GEMA nur mit deren ausdrücklicher Erlaubnis verlangt werden, es sei denn, die gesetzliche Schutzfrist ist 70 Jahre nach deren Tod bereits abgelaufen, deren Werke also bereits gemeinfrei (§ 64 UrhG).
Soweit dabei jedoch unstreitig Werke betroffen sind, die der Unterhaltungsmusik angehören, kann die von der deutschen Rechtsprechung entwickelte „GEMA-Vermutung“ im Streitfall auch unabhängig von gesetzlich geregelten Vermutungen, durch Beweislastumkehr erhebliche Auskunftsstreitigkeiten oder sogar Lizenzansprüche durch die GEMA bewirken.

## GEMA-Vermutung
Diese Vermutungsregelung wurde durch die ständige Rechtsprechung des Kammergerichtes vor dem Zweiten Weltkrieg unter dem Eindruck der durch die STAGMA-Gesetzgebung des Dritten Reichs verordneten Monopolrechtsstellung des GEMA-Vorgängers STAGMA gefestigt und in der Nachkriegszeit durch den Bundesgerichtshof für die GEMA weiterentwickelt.
Grundsatzurteil des Bundesgerichtshofes
Die Entscheidung des Bundesgerichtshofs ist Ausgangspunkt der GEMA-Vermutung, dass bei Verwendung von Werken „in- und ausländischer Tanz- und Unterhaltungsmusik“ zu vermuten ist, dass „für den Rechtszustand vor dem Kriege“, also in Anbetracht der rechtlich verordneten Monopolberechtigung der STAGMA zur Vermittlung musikalischer Nutzungsrechte (vergl. STAGMA-Gesetz), nun auch der GEMA eine „wenn auch nicht rechtliche, so doch tatsächliche Monopolstellung“ bei der Vermittlung von Musikrechten des so bezeichneten Musikbestands, „im Hinblick auf die lange Schutzdauer von Musikwerken“, vermutlich weiterhin umfassend innehabe.
Demnach hat der BGH durch Grundsatzurteil dem Wortgebilde „in- und ausländische Tanz- und Unterhaltungsmusik“ die Rechtsbedeutung für ein bestimmtes Musikrepertoire erteilt, welches vor dem Krieg, also in einem bestimmten Zeitraum, zum Bestand der damaligen STAGMA gehört habe, also auch weiterhin dem Bestand desselben, nun GEMA genannten Unternehmens angehört, wobei der urheberrechtliche Schutz vermutlich noch nicht abgelaufen sein könne.
Der Sachverhalt, dass diesem ehemals rechtlichen, daher für diesen Zeitraum auch nachträglich „tatsächlichen Monopol“ nun ggf. auch neuere Musikwerke vergleichbarer Art unterfallen würden, also „für den Rechtszustand nach dem Kriege“, wurde diesem Urteil jedoch keineswegs zugrunde gelegt. Es wurde aber auch kein abgrenzender Rechtsbegriff definiert, der neuere Musik auf andere Weise vergleichbar bezeichnen würde, weil in dem der Urteilsfindung zugrunde liegenden Rechtsstreit nicht über Musikrechte entschieden wurde, die erst nach der Aufhebung des Rechtsmonopols der nun GEMA genannten STAGMA maßgeblich geworden sind.
„in- und ausländische Tanz- und Unterhaltungsmusik“
In Anbetracht dieser Situation hat die GEMA kurzerhand auch das ihr nach dem Krieg zur Wahrnehmung übertragene Repertoire als „In- und ausländische Tanz- und Unterhaltungsmusik“ deklariert und sich bei weiteren Rechtsstreitigkeiten entsprechend dieser Wortwahl, pauschal auf die Maßgaben des besagten Grundsatzurteils von 1955 berufen.
Die GEMA-Vermutung hat auf diese Weise über einen Zeitraum von über 60 Jahren zu Gerichtsentscheidungen führen können, durch die der GEMA quasi immer wieder erneut eine Monopolstellung der Rechtsinhaberschaft zugesprochen wurde, wie sie zur Zeit ihrer durch den NS-Staat verordneten Sonderstellung durch das STAGMA-Gesetz geherrscht hat. Die von der GEMA benutzte Begriffswahl „in- und ausländische Tanz- und Unterhaltungsmusik“ wurde dabei als Maßgabe des Grundsatzurteils von 1955 regelmäßig wörtlich anerkannt und hat weiterhin als Urteilsbegründung zur Bestätigung entsprechender Monopolberechtigungen im Sinne der GEMA geführt. Denn die eigene Rechtsfähigkeit als Verein kraft staatlicher Erlaubnis hat es der GEMA bisher erlaubt, auch selbst pauschal als Rechtsinhaber nach dem Urheberrecht prozessieren zu können, also dieses Wortspiel auch ganz unabhängig von den tatsächlich wahrgenommenen Urheberrechten der ihr angeschlossenen Musikrechtsinhaber durch pauschale Unterstellungen auf (GEMA-)Vermutungsbasis zu betreiben. Darüber hinaus konnte die GEMA ihren Standpunkt bisher auch damit festigen, dass zur Vermittlung bestimmter Musikrechte in Deutschland keine andere Verwertungsgesellschaft als die GEMA zuständig sein konnte.
Eindämmung durch das neue Verwertungsgesellschaftengesetz
Seit Einführung des VGG am 1. Juni 2016 kann die GEMA jedoch nicht mehr selbst als Rechtsinhaber der durch sie vermeintlich oder vermutlich vertretenen Musik in Erscheinung treten (vgl. § 5 VGG). Sie muss sich nun also rechtlich auf die ihr zur Wahrnehmung persönlich anvertrauten Urheberrechte der ihr tatsächlich angeschlossenen Berechtigten und Mitglieder beschränken.
Ebenso kann sich die GEMA auch nicht mehr auf ihr bisheriges Alleinstellungsmerkmal als einzig zulässiges Unternehmen zur Wahrnehmung musikalischer Urheberrechte berufen. Denn nach dem neuen Gesetz können nun auch Verwertungseinrichtungen mit der Wahrnehmung musikalischer Werke betraut werden (vgl. § 1 und § 4 VGG), die von der GEMA völlig unabhängig sind.
Somit können sich nunmehr zwar weiterhin die entsprechend berechtigten Rechtsinhaber durch die GEMA rechtlich vertreten lassen. Jedoch kann diese nicht mehr selbst, also in eigenem Namen das Recht haben, pauschale Ansprüche aus dem Urheberrecht zu erheben, geschweige denn eine angeblich darüber bestehende Monopolstellung für sich selbst gerichtlich geltend zu machen. Die GEMA-Vermutung dürfte daher bei gerichtlichen Auseinandersetzungen über pauschale Ansprüche der GEMA nicht mehr anwendbar sein, wenn sie nicht unmittelbar durch konkret wahrgenommene Urheberrechte der berechtigt angeschlossenen Personen begründet werden können.

## Der Begriff Unterhaltungsmusik
Unterhaltungsmusik ist eine Bezeichnung aus der Verwertungspraxis deutschsprachiger Verwertungsgesellschaften für einen bestimmten Teil des diesen zur Wahrnehmung übertragen Musikrepertoires (U-Musik), welche auch durch die ständige Rechtsprechung als Rechtsbegriff im Zusammenhang mit der sogenannten GEMA-Vermutung entsprechend angewendet wird. Unerlaubte Unterhaltungsmusiknutzungen werden daher pauschal als Urheberrechtsverletzungen verfolgt, die juristisch nur durch den Nachweis einer ggf. bereits abgelaufenen urheberrechtlichen Schutzdauer abgewehrt können. Die Nutzung urheberrechtlich geschützter Unterhaltungsmusik führt daher stets zu einer lizenzrechtlichen Vergütungspflicht gegenüber der GEMA und bei Rechtsstreitigkeiten aufgrund unerlaubter Nutzung zu einer Beweislastumkehr.

## Kritik
Vor dem Hintergrund der zunehmenden Nutzung freier Lizenzen wie Creative Commons sind die GEMA-Vermutungsregelungen zunehmend in die Kritik geraten, weil diese von deren Gegnern oft als rechtsstaatlich nicht mehr nachvollziehbare Begünstigung von wirtschaftlichen Interessen der Musikindustrie-Lobby verstanden werden. Nachdem eine Online-Petition im Oktober 2012 die erforderliche Anzahl an Mindestunterzeichnern erreicht hatte, hat sich der Petitionsausschuss des Deutschen Bundestags mit dem Thema beschäftigt. Kritiker der in der Petition benutzten Begriffe und Formulierungen empfanden diese als misslungen, weil die jeweiligen Anwendbarkeitsvoraussetzungen gesetzlicher Vermutungsvorschriften (Urheberrechtswahrnehmungsgesetz) gegenüber dem zur eigentlichen GEMA-Vermutung vorausgesetzten Tatsachenbestand (Rechtssätze des Bundesgerichtshofes) nicht deutlich genug voneinander abgegrenzt, also offenbar verwechselt oder missverstanden wurden. Die Bundesregierung hat sich vermutlich auch deswegen weiterhin hinter die GEMA(-Vermutung) gestellt und deren tatsächliche Monopolstellung zur Wahrnehmung internationaler Verwertungsrechte für Unterhaltungsmusikrepertoire in Deutschland bestätigt.
Als Alternative zur GEMA für Musik unter freien Lizenzen will sich die Cultural Commons Collecting Society (C3S) etablieren. Die GEMA-Vermutung wäre mit deren Anerkennung (vermutlich) hinfällig. Allerdings steht eine solche Anerkennung der C3S durch das Deutsche Patent- und Markenamt als Aufsichtsbehörde noch aus, welches die Staatsaufsicht über die Verwertungsgesellschaften innehat. Zudem ist nicht sicher, ob die Einführung einer zweiten Verwertungsgesellschaft die GEMA-Vermutungsregelungen per se entkräftet. Es ist durchaus denkbar, dass hier einer zweiten anerkannten Verwertungsgesellschaft ein eigener Auskunftsanspruch aus dem Gesetz über die Wahrnehmung von Urheberrechten und verwandten Schutzrechten zusteht, der neben einem Auskunftsanspruch der GEMA (ko-)existiert. Die GEMA-Vermutung wird somit als allgemeiner Auskunftsanspruch einer jeden anerkannten Verwertungsgesellschaft angesehen – also auch der C3S, sofern das vom Deutschen Patent- und Markenamt anerkannt wird und Unterhaltungsmusik tatsächlich deren Repertoirebestandteil wird, also durch entsprechende Gegenseitigkeitsverträge mit in- und ausländischen Verwertungsgesellschaften auch die C3S einer tatsächlichen Monopolstellung bei der Rechtewahrnehmung dieser Musikart beitreten würde.
Für so genannte freie Musik, wie sie häufig über Netlabels vertrieben wird und deren Lizenz sich an der GPL orientiert, fallen ebenfalls keine GEMA-Gebühren an und überdies auch keine Buy-out-Pauschalen, da hier eine gänzlich kostenfreie Nutzung vorgesehen ist. Hier können allerdings für den Nutzer GEMA-rechtliche Probleme auftreten, sofern der Komponist/Urheber des Musikwerkes zwischenzeitlich einen Berechtigungsvertrag mit der GEMA bzw. einer ausländischen Partner-Verwertungsgesellschaft abgeschlossen hat, dessen Werke nun also dem Repertoire der in- und ausländischen Unterhaltungsmusik angehören. Außerdem können verwandte Schutzrechte (Leistungsschutzrechte) zum Beispiel der ausübenden Künstler (am Werk beteiligte Musiker) bestehen.
Die GEMA warnt Autoren davor, freie Musik unter freien Lizenzen zu veröffentlichen, weil dabei
- das Werk unwiderruflich der Öffentlichkeit zur Verfügung gestellt wird,
- ohne Anspruch auf Vergütung,
- weltweit,
- und zwar für die gesamte Schutzdauer.[14]

Sofern die freie Lizenz hinreichend dokumentiert ist, kann die GEMA für diese Werke keinerlei Rechte geltend machen, auch nicht nach einem (späteren) Eintritt des Autors in die GEMA. Wer bereits GEMA-Mitglied ist, hat seine Nutzungsrechte alleine der GEMA übertragen und kann daher erst nach Kündigung des Berechtigungsvertrages mit der GEMA seine Rechte z. B. unter einer Creative-Commons-Lizenz der Allgemeinheit zur Verfügung stellen. Einzelne Werke unter eine freie Lizenz zu stellen, gestattet die GEMA ihren Mitgliedern nicht. (Gleiches gilt auch für die AKM in Österreich.)

## Rechtslage bei nachträglichem GEMA-Beitritt des Urhebers
Wenn der Komponist bzw. Urheber eines GEMA-frei lizenzierten Titels in die GEMA eintritt, fallen für den Nutzer grundsätzlich GEMA-Gebühren an, sofern er (der Nutzer) die Musik weiterhin nutzt, in der Regel und zwar auch für die Titel, die vor GEMA-Eintritt lizenziert wurden. Eine Freistellung für Kompositionen, die vor dem Eintritt in die GEMA erstellt wurden bzw. eine Nicht-Wahrnehmung hierfür mit der GEMA zu vereinbaren, ist Urhebern, sofern sie gleichzeitig Rechteinhaber sind, insoweit nicht möglich, dort heißt es „[…] Der Berechtigte überträgt hiermit der GEMA […] alle ihm gegenwärtig zustehenden und während der Vertragsdauer noch zuwachsenden, zufallenden, wieder zufallenden […] Urheberrechte“.
Durch eine unwiderrufliche und exklusive Bindung einer Komposition eines GEMA-freien Komponisten an einen jeweiligen Rechteinhaber (bspw. Verlag) oder eine ausdrückliche Garantieerklärung des Komponisten gegenüber einem Kunden (Nutzer), ist es möglich, eine zeitlich unbegrenzte Garantie auf GEMA-Freiheit zuzusichern. Dies ist durch die Formulierung im Berechtigungsvertrag bzw. Wahrnehmungsvertrags der GEMA möglich, die allein von gegenwärtigen zustehenden oder zukünftigen Urheberrechten ausgeht (siehe Text oben). Da ein „lastenfreier Erwerb“ von Werken, die bereits vor dem Beitritt zur GEMA an Dritte übertragen wurden, nicht möglich ist, werden diese vom Berechtigungsvertrag nicht erfasst – deswegen auch unwiderruflich (s. o.). Diese „vorvertraglichen“ Rechte können demnach durch einen späteren GEMA-Beitritt oder Beitritt in eine ausländische Verwertungsgesellschaft (bspw. ASCAP, BMI, PRS) nicht einseitig mittels Wahrnehmungs- oder Berechtigungsvertrag der GEMA außer Kraft gesetzt werden. In der Praxis fordert die GEMA in solchen Fällen einen Nachweis vom Rechteinhaber oder Komponisten in Form einer Musiktitelliste, die dann von der GEMA-Wahrnehmung ausgenommen werden. Somit behalten in diesem Fall Freistellungserklärungen von Anbietern bzw. Komponisten, die ausdrücklich und schriftlich eine „zeitlich uneingeschränkte GEMA-Freiheit“ zusichern können, nur dann ihre Gültigkeit, wenn der in die GEMA eintretende Komponist diese Musiktitelliste der GEMA mitteilt. Unterlässt der Komponist die Mitteilung, ist die „uneingeschränkte GEMA-Freiheit“ für die GEMA-Wahrnehmung irrelevant, d. h. auch bei garantiemäßigem Einstehen eines Musikverlages, des Komponisten oder sonstigen Rechteinhabers wird die GEMA beim Nutzer GEMA-Gebühren erheben. Man sollte daher jede Freistellung eines Lizenzgebers mit Vorsicht genießen, auch wenn sie garantiemäßig abgegeben wurde. Ist die Freistellung wahrheitswidrig und die verwendete Musik nicht GEMA-frei, droht ein Strafzuschlag. Lizenzen sollten nicht auf ein Pseudonym des Komponisten lauten, da grundsätzlich ein Auskunftsanspruch der GEMA besteht, den Namen des Autors zu erfahren.
Die genauen Bestimmungen ergeben sich aus den Vorschriften des Verwertungsgesellschaftengesetzes und Urheberrechtsgesetzes.